# آندریا شنتی
آندریا شنتی (انگلیسی: Andrea Schenetti؛ زادهٔ ۹ مارس ۱۹۹۱) بازیکن فوتبال اهل ایتالیا است.
از باشگاه‌هایی که در آن بازی کرده‌است می‌توان به باشگاه فوتبال آ.ث. میلان و باشگاه فوتبال سورنتو کالچو اشاره کرد.